# KKP Bydgoszcz
KKP Bydgoszcz ist ein polnischer Frauenfußballverein aus Bydgoszcz in der Woiwodschaft Kujawien-Pommern. Der Verein verbrachte fünf Spielzeiten in der höchsten polnischen Spielklasse, der Ekstraliga Kobiet.

## Geschichte
Der Verein wurde am 24. Juli 2007 durch die Abspaltung der Frauenfußballabteilung des Vereins Brda Bydgoszcz, der seit 2002 eine Fußballabteilung besaß, gegründet. Der Verein spielte zunächst in der 1. Liga (Gruppe West), aus der er 2008 abstieg. In der nächsten Saison gelang allerdings der direkte Wiederaufstieg.
2010 wurde der Verein Dritter der Gruppe Nord der 1. Liga und qualifizierte sich damit für die Relegation zur Ekstraliga Kobiet, wo KKP Bydgoszcz am 1. FC Kattowitz mit 0:1 und 1:1 scheiterte. In der Folgesaison stieg der Verein als Erster direkt in die Ekstraliga Kobiet auf.
Von 2011 bis 2016 spielte Bydgoszcz in der Ekstraliga, die beste Platzierung dabei war der 7. Platz. In der Saison 2015/16 wurde der Verein Letzter und stieg ab, seitdem spielt der Verein wieder in der 1. Liga Nord. In der Saison 2018/19 stieg der Verein wieder in die Ekstraliga auf.

## Erfolge
- 2010/11: Aufstieg in die Ekstraliga Kobiet
- 2018/19: Aufstieg in die Ekstraliga Kobiet